# Грабины (остановочный пункт)
Грабины (пол. Grabiny) — пассажирский остановочный пункт в селе Грабины в гмине Чарна, в Подкарпатском воеводстве Польши. Имеет 2 платформы и 2 пути.
Остановочный пункт на ведущей к польско-украинской границе железнодорожной линии Краков-Главный — Медыка.